# Trois-Puits

Trois-Puits este o comună în departamentul Marne, Franța. În 2009 avea o populație de 147 de locuitori.